# Athlītikos Omilos Platania Chaniōn
L'Athlītikos Omilos Platania Chaniōn (in greco: Αθλητικός Όμιλος Πλατανιά Χανίων), meglio conosciuta con Platanias, è stata una società calcistica greca con sede nella città di Platanias, situata nell'isola di Creta.
Ha disputato sei campionati di Souper Ligka Ellada, la massima divisione del campionato greco.

## Storia
Fondata nel 1931, al termine del campionato 2011-2012 viene promossa per la prima volta nella sua storia nella Souper Ligka Ellada, grazie alla vittoria nei play-off, dopo aver terminato il campionato regolare al quinto posto.

## Rivalità
Il Platanias aveva una accesa e storica rivalità con le altre società che hanno sede nell'isola di Creta: OFI Creta ed Ergotelīs.

## Palmarès

### Competizioni nazionali
- Delta Ethniki: 1

2008-2009 (gruppo 10)

### Altri piazzamenti
- Football League (Grecia):

Secondo posto: 2018-2019
- Delta Ethniki:

Terzo posto: 2005-2006 (gruppo 10)

## Organico

### Rosa 2019-2020
| N. |                      | Ruolo | Calciatore                 |
| -- | -------------------- | ----- | -------------------------- |
| 1  | Grecia (bandiera)    | P     | Nikos Anomerianakis        |
| 2  | Grecia (bandiera)    | D     | Chrysostomos Revythopoulos |
| 4  | Grecia (bandiera)    | D     | Kostas Tsamouris           |
| 5  | Palestina (bandiera) | D     | Saado Abdel Salam Fouflia  |
| 6  | Curaçao (bandiera)   | D     | Doriano Kortstam           |
| 7  | Brasile (bandiera)   | A     | Matheus Leiria             |
| 8  | Grecia (bandiera)    | C     | Angelos Oikonomou          |
| 10 | Grecia (bandiera)    | A     | Makis Voukelatos           |
| 11 | Grecia (bandiera)    | C     | Christos Giousis           |
| 12 | Siria (bandiera)     | D     | Abdul Rahman Oues          |
| 14 | Grecia (bandiera)    | C     | Paris Babis                |
| 16 | Grecia (bandiera)    | C     | Thanasis Leonidopoulos     |
| 17 | Grecia (bandiera)    | P     | Venizelos Pentarakis       |
| 18 | Grecia (bandiera)    | D     | Vasilis Katsaros           |
| 19 | Grecia (bandiera)    | C     | Manolis Kragiopoulos       |

| N. |                    | Ruolo | Calciatore                    |
| -- | ------------------ | ----- | ----------------------------- |
| 20 | Grecia (bandiera)  | C     | Spyros Karvounis              |
| 21 | Grecia (bandiera)  | D     | Manolis Roussakis (capitano)  |
| 22 | Grecia (bandiera)  | C     | Giorgos Kostikos              |
| 23 | Grecia (bandiera)  | A     | Giannis Loukinas              |
| 24 | Grecia (bandiera)  | D     | Stelios Pozatzidis            |
| 28 | Grecia (bandiera)  | C     | Stefanos Papoutsogiannopoulos |
| 32 | Grecia (bandiera)  | C     | Vasilis Karagounis            |
| 33 | Grecia (bandiera)  | C     | Manolis Smyrlakis             |
| 37 | Grecia (bandiera)  | D     | Marios Pourzitidīs            |
| 42 | Curaçao (bandiera) | C     | Yaël Eisden                   |
| 51 | Grecia (bandiera)  | D     | Thomas Garas                  |
| 64 | Grecia (bandiera)  | P     | Vasilis Soulis                |
| 77 | Grecia (bandiera)  | A     | Thomas Papadopoulos           |
| 99 | Grecia (bandiera)  | D     | Samouil Niavradakis           |

### Stagioni passate
- stagione 2013-2014
- stagione 2015-2016
- stagione 2016-2017
- stagione 2017-2018